# Kozarac (Čeminac)
Kozarac (mađ. Keskend, njem. Geisdorf, srp. Kозарац) naselje je u općini Čeminac, u Osječko-baranjskoj županiji. 

## Zemljopisni položaj
Kozarac je smješten u južnom dijelu Baranje, u mikroregiji Baranjske nizine Istočnohrvatske ravnice. Udaljen je 4 km sjeverno od općinskog sjedišta Čeminca i 10 km jugoistočno od Belog Manastira. Leži na nadmorskoj visini od 90 m. Nalazi se državnoj cesti D7 (granični prijelaz Duboševica prema Mađarskoj - Kneževo - Branjin Vrh - Beli Manastir - Kozarac - Čeminac - Švajcarnica - Darda - Bilje - Osijek - Đakovo - granični prijelaz Slavonski Šamac prema BiH).
Autobusnim vezama povezan je s Belim Manastirom, Osijekom i Zagrebom.

## Stanovništvo
Do kraja Drugog svjetskog rata u Kozarcu su većinom živjeli Nijemci katoličke vjere, a 1946. godine doselili su se Međimurci.
Broj stanovnika kretao se ovako: 
| - 437 (1857.) - 436 (1869.) - 501 (1880.) - 523 (1890.) - 547 (1900.) | - 638 (1910.) - 592 (1921.) - 655 (1931.) - 705 (1948.) - 660 (1953.) | - 784 (1961.) - 692 (1971.) - 684 (1981.) - 933 (1991.) - 789 (2001.) |

Narodnosni sastav stanovništva Kozarca (1991. godine):
- Hrvati (87,35 %)
- Srbi (7,18 %)
- Mađari (2,68 %)
- Jugoslaveni (1,72 %)
- Ostali (1,07 %)

| broj stanovnika | 437   | 436   | 501   | 523   | 547   | 638   | 592   | 655   | 705   | 660   | 784   | 701   | 684   | 933   | 789   | 730   | 615   |
|                 | 1857. | 1869. | 1880. | 1890. | 1900. | 1910. | 1921. | 1931. | 1948. | 1953. | 1961. | 1971. | 1981. | 1991. | 2001. | 2011. | 2021. |

## Povijest
Kozarac (Keskend, Geisdorf) ima kratku, ali burnu povijest. U nepunih 300 godina postojanja selo je bilo dva puta temeljito opljačkano i nekoliko mu je puta potpuno izmijenjena nacionalna struktura stanovništva.
Naselje osnivaju oko 1720. godine Nijemci-katolici (tzv. podunavski Švabe - Donauschwaben), koje naseljava tadašnji vlasnik i osnivač Beljskog vlastelinstva princ Eugen Savojski s područja Bavarske i Schwarzwalda. Doseljenici krče gustu šumu kojom je tada bio pokriven veći dio središnje Baranje i stvaraju poljoprivredno zemljište. (U vrijeme turske vladavine u Baranji 1526. – 1687. kroz to područje prolazi glavna turska vojna cesta Carigrad-Beč pa se starosjedilačko, većinom mađarsko stanovništvo sklanja u sigurnije zabačenije krajeve uz Dunav: Kopačevo, Lug, Vardarac, Suza, Zmajevac, a središnji dio Baranje ostaje zapušten i slabo naseljen.)
Tijekom XIX. stoljeća selo se gospodarski razvija, 1811. godine gradi se crkva sv. Emerika, a 1907. u mjestu se osniva i poštanski ured.
Nakon Prvog svjetskog rata i raspada Austro-ugarske monarhije 1918. godine Kozarac, kao i cijela južna Baranja, ulazi u sastav Kraljevine SHS (kasnije Jugoslavija) pa u selu dolazi i do značajnijih promjena. (Usporedi: Agrarna reforma)
Jugoslavenske vlasti 1922. godine mijenjaju dotadašnji službeni naziv mjesta - Keskend (čit. Keškend) u Kozarac. Iste 1922. godine na tadašnje rubne dijelove naselja (današnja Ulica Ante Starčevića) doseljavaju se pravoslavne obitelji (tzv. solunaši) s područja Gorskoga kotara (okolica Ogulina) pogrešno nazvani Ličanima, po kojima se i danas ta ulica naziva "Ličkom ulicom" ili  "Likom". 1928. godine "Ličani" osnivaju i današnje pravoslavno groblje u Kozarcu.
Nakon završetka Drugog svjetskog rata, 1945. njemačko stanovništvo napušta selo u strahu od Crvene armije koja prelazi Dunav kod Batine, a komunističke vlasti oduzimaju Nijemcima njihovu imovinu i zabranjuju im povratak. Kozarac ostaje napušten te se sustavno pljačka i devastira. 
Godine 1946. komunističke vlasti na napuštena imanja koloniziraju obitelji iz Međimurja, koje dolaze u potrazi za boljim životom u Baranju. Ubrzo nakon doseljavanja, 1947. godine osniva se i Nogometni klub "Međimurec".
Snove o boljem životu ubrzo prekidaju komunističke vlasti koje od 1947. godine osnivaju tzv. "seljačke radne zadruge" te po direktivi provode prisilnu kolektivizaciju sela. Na području Kozarca djelovale su dvije seljačke radne zadruge: SRZ "Baranja" i SRZ "Karlo Mrazović".
Godine 1952. u selo stiže električna struja. Nakon ukidanja seljačkih radnih zadruga 1953. godine selo se počnje snažnije gospodarski razvijati, a vrhunac razvoja dostiže 80. godina XX. stoljeća. U Kozarcu tada djeluje i snažna poljoprivredna zadruga. Godine 1988. uvode se telefoni te se planira izgradnja vodovodne mreže. No daljnje planove prekida početak Domovinskog rata. 
U kolovozu 1991. godine u Kozarac ulaze srpske paravojne jedinice uz pomoć JNA, a nesrpsko stanovništvo se spašava iz sela bježeći u pravcu Osijeka i mađarske granice. Za vrijeme srpske okupacije selo se po drugi puta u povijesti sustavno pljačka i devastira, a u napuštene kuće Hrvata, Mađara i drugih nesrba naseljavaju se izbjegli Srbi s područja Zapadne Slavonije. Većina je stanovnika Kozarca provela rat u progonstvu od Osijeka i Međimurja pa sve do Zagreba, Slatine i primorja. Odmah po odlasku u progonstvo većina ih aktivno sudjeluje u obrani grada Osijeka, gdje i pogiba hrvatski branitelj Damir Furdi iz Kozarca. Za vrijeme okupacije u selu je ubijeno i mnogo civila, većinom starijih ljudi nesrpske nacionalnosti koji nisu napustili svoje domove.
Nakon završetka mirne reintegracije Hrvatskog Podunavlja, 1998. godine stanovnici Kozarca se vraćaju u svoje selo. Odmah nakon povratka Kozarac se pretvara u veliko gradilište, započinje obnova kuća i infrastrukture, obnavljaju se ceste, električna mreža, javna rasvjeta, škola, ponovo se uvode telefoni, dovršava planirani vodovod, a uskoro se očekuje i plinifikacija mjesta. Osim toga obnavlja se i rad Nogometnog kluba "Međimurec", kao i Dobrovoljnog vatrogasnog društva Kozarac.

## Gospodarstvo
Gospodarsku osnovu Kozarca čine ratarstvo, stočarstvo, vinogradarstvo, trgovina, ugostiteljstvo i obrt (autoprijevoz). Stanovnici su se nekad bavili i obradom drveta. U naselju je godinama djelovala poljoprivredna zadruga.

## Kultura
- Dobrovoljno vatrogasno društvo Kozarac
- Klub mladih i međugeneracijske solidarnosti Kozarac
- Kulturni centar

## Obrazovanje
- Područna škola Osnovne škole Čeminac

## Znamenitosti i zanimljivosti
- Crkva sv. Emerika izgrađena je 1811. godine. Kozarac je filijala župe Presvetoga Srca Isusova iz Čeminca, Baranjski dekanat Đakovačko-osječke nadbiskupije.
- Kip svetog Florijana, zaštitnika vatrogastva preko puta crkve, podignut 1927. (s natpisom: "Zur Ehre Gottes und des hl. Florian") pokraj kojeg je nekad postojala vatrogasna kućica.
- Križno drvo obitelji Herb u središtu sela posvećeno svetom Antunu.
- Križno drvo (obnovljeno 2013. godine) na izlazu iz sela prema Kneževim Vinogradima koje je podigao Stefan Schafer 1942. (pokraj kanala Bojane).

## Šport
- Nogometni klub "Međimurec" Kozarac
- Športsko ribolovno društvo "Piškur" Kozarac

¸

## Vanjske poveznice i izvori
- Ante Sekulić: "Hrvatski baranjski mjestopisi" (str. 146)
- Klub mladih i međugeneracijske solidarnosti Kozarac
- Davorin Taslidžić: "Na vratima naroda, na granici svjetova"
- Ladislav Koncz: "Hrvatska i mađarska Baranja"

## Galerija fotografija
- Sjeverni ulaz u Kozarac iz pravca Belog Manastira
- Južni ulaz u Kozarac iz pravca Osijeka
- Križno drvo obitelji Herb u središtu sela